# Verónica Fernández Rodríguez
Verónica Fernández (Vinuesa, província de Sòria, 21 d'octubre de 1971) és una guionista de cinema espanyola.
És llicenciada en Filologia Hispànica i graduada en guió per l'Escola de Cinema i de l'Audiovisual de la Comunitat de Madrid. És professora de guió a l'ECAM i a la Universitat Carles III. Va començar en el sector dels guions a televisió quan fou autora d'un capítol de la sèrie A las once en casa i el 2000 va compartir el Goya al millor guió original amb Achero Mañas per El bola. Posteriorment ha estat a més de guionista, responsable creativa, coordinadora de guions i productora executiva en diferents sèries de televisió. Va fer el guió de sis episodis d' El comisario i de vuit de Cuéntame cómo pasó. Fou nominada al millor guió als Premis Iris 2015 per El Príncipe. El 2019 fou nomenada directora de continguts de la plataforma Netflix a les oficines de Tres Cantos a Espanya, on ha estat responsable creativa de la sèrie Hache.

## Filmografia
- A las once en casa (1998)
- Condenadas a entenderse (1999)
- El Bola (2000)
- Raquel busca su sitio (2000)
- El comisario (2002)
- Cuéntame como pasó (2005)
- Los Serrano (2005)
- MIR (2007)
- El síndrome de Ulises (2007)
- Cazadores de hombres (2008)
- Hospital Central (2005-2011)
- El Príncipe (2014)
- Marsella (2014)
- Ciega a citas (2014)
- Seis hermanas (2015-2017)
- Velvet Colección (2016-2017)
- Lejos de tí (2019)
- Hache (2019)

## Novel·les
- La librería de Michelle
- De qué va eso del amor (2001)
- Descalza por la vida (2007) amb Yolanda García Serrano
- Lope (2010)